# Liste der Fornminnen in Borgsjö

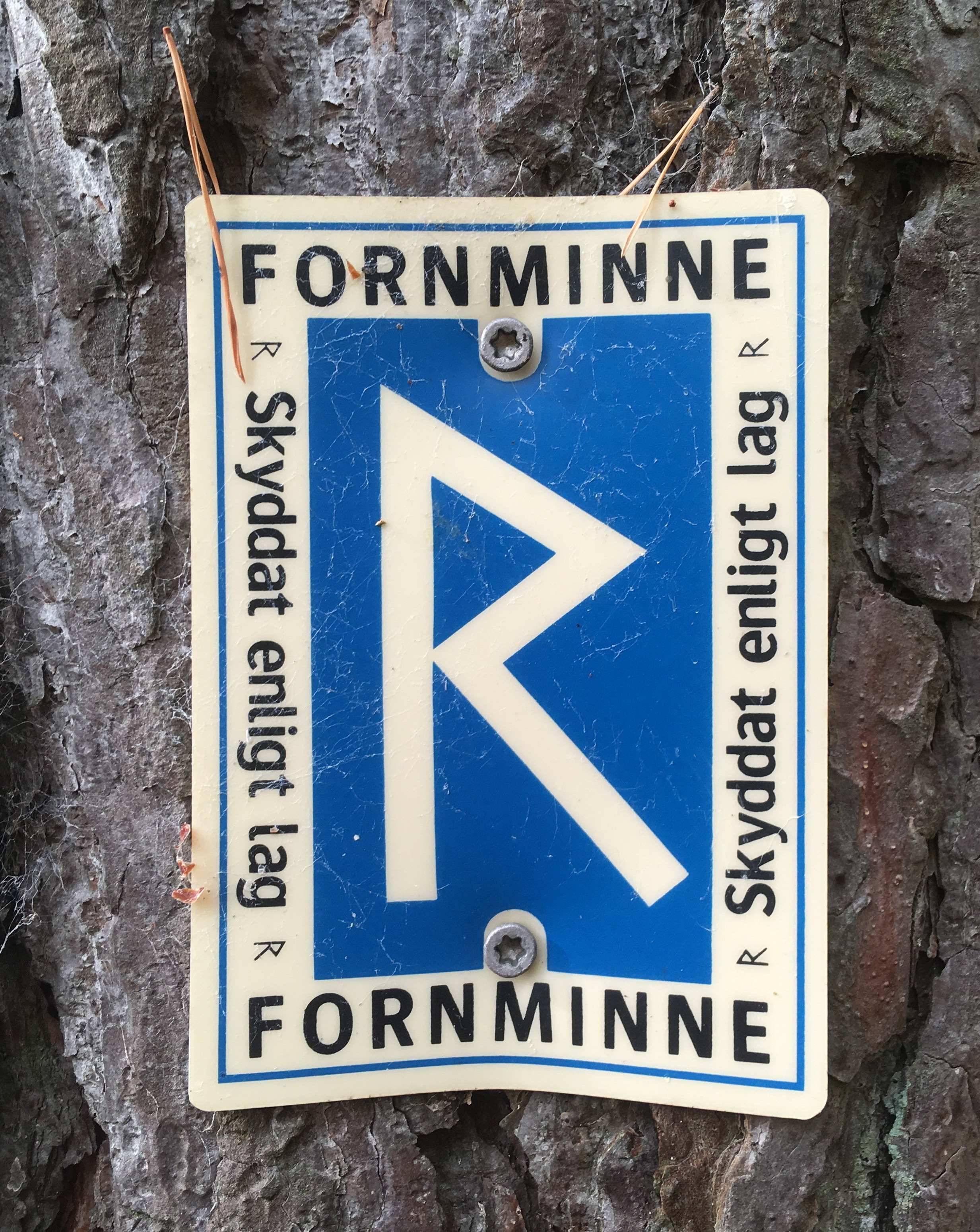
Zeichen für „Fornminnen“ in Schweden

Diese Liste der Fornminnen in Borgsjö zeigt die „Alten/antiken Denkmale“ (schwedisch fornminnen) im ehemaligen Socken Borgsjö in der heutigen Gemeinde Ånge der schwedischen Provinz Västernorrlands län, sie ist eine Teilliste der „Liste der Fornminnen in Västernorrland“. Die Aufteilung basiert auf der historischen Zuordnung der Gebiete in Socken (siehe auch) und der Einteilung des Zentralamts für Denkmalpflege Riksantikvarieämbetet (RAÄ). Es werden die Fornminnen aufgeführt, die auf dem Suchdienst „Fornsök“ registriert sind, welcher weitere Informationen zu den bekannten kulturhistorischen Überresten in Schweden enthält.

## Begriffserklärung
Fornminnen (schwedisch für alte/antike Denkmale oder archäologische Funde) sind in Schweden alte Objekte und archäologische Funde (Fornlämningar), welche die Überreste menschlicher Aktivitäten in der Vergangenheit bezeichnen, die durch frühere Nutzung entstanden sind und dauerhaft aufgegeben wurden. Dabei gilt für Fornminnen, die vor 1850 entstanden sind, dass sie automatisch durch das Gesetz geschützt sind. Aber auch jüngere Überreste können zu Bodendenkmalen erklärt werden, wenn sie sich an ihrem ursprünglichen Standort befinden und weitgehend erdgebunden sind. Als Fornminnen zählen u. a. Siedlungen und Siedlungsreste aus prähistorischer Zeit, Gräber und Grabstätten, Burgruinen, Ruinen von Klöstern, Kirchen und Schlössern, Steine und Felsen mit Inschriften und Bildern (z. B. Runensteine und Petroglyphen), insofern sie nicht schon als Einzeldenkmal unter Byggnadsminnen (schwedisch für Baudenkmale) oder kyrkliga Kulturminnen (schwedisch für kirchliches Kulturgut) ausgewiesen sind.

## Legende
| ID           | = | ID.Nr. des Denkmalregisters (Fornsök) im schwedische Amt für nationales Kulturerbe (Riksantikvarieämbetet (RAÄ)) |
| Lage         | = | Koordinatenangabe des Standorts                                                                                  |
| Bezeichnung  | = | Bezeichnung des Denkmalobjekts (auch RAÄ-Nr.)                                                                    |
| Beschreibung | = | Name (Denkmaltyp/Dokumentenverweis im Arkivsök) sowie eine kurze Beschreibung des Objekts                        |
| Bild         | = | Bild des Objekts sowie Verweis auf weitere Bilder                                                                |

## Fornminnen Borgsjö
| ID             | Lage    | Bezeichnung (RAÄ-Nr.) | Beschreibung | Bild           |
| -------------- | ------- | --------------------- | --- | -------------- |
| 10245500090001 | (Karte) | Borgsjö 9:1           | Borgsjö 9:1 (Hügelgrab / L1936:5576) rundes (etwa 10 m Durchmesser und 0,7 m hoch) Hügelgrab neben der Eisenbahnlinie von Ånge nach Sundsvall am Nordufer des Ljungan; wahrscheinlich durch Abraumhalde des Eisenbahnbau abgetragen und überwachsen; befindet sich ca. 700 m südwestlich des Dorf Ö (siehe auch „Ånge Ö 1:70“ - 21300000012907) | Weitere Bilder |
| 10245500160001 | (Karte) | Borgsjö 16:1          | Borgsjö 16:1 (Festung/Schanze / L1936:2466) Beschreibung ergänzen | Weitere Bilder |
| 10245500210001 | (Karte) | Borgsjö 21:1          | Borgsjö 21:1 (Hügelgrab / L1936:3085) Beschreibung ergänzen | Weitere Bilder |
| 10245500600001 | (Karte) | Borgsjö 60:1          | Borgsjö 60:1 (Steinsetzung / L1936:2548) Beschreibung ergänzen | Weitere Bilder |
| 10245500600002 | (Karte) | Borgsjö 60:2          | Borgsjö 60:2 (Steinsetzung / L1936:2549) Beschreibung ergänzen | Weitere Bilder |
| 10245500980001 | (Karte) | Borgsjö 98:1          | Borgsjö 98:1 (Alm / L1936:4792) Beschreibung ergänzen | Weitere Bilder |
| 10245500990001 | (Karte) | Borgsjö 99:1          | Borgsjö 99:1 (Alm / L1936:4793) auch als schwedisch „Ösåsen“ bezeichnet, Beschreibung ergänzen | Weitere Bilder |
| 10245501310001 | (Karte) | Borgsjö 131:1         | Borgsjö 131:1 (Wohnsiedlung / L1936:2906) auch als schwedisch „Loktorpet“ bezeichnet, Beschreibung ergänzen | Weitere Bilder |
| 10245501360001 | (Karte) | Borgsjö 136:1         | Borgsjö 136:1 (Alm / L1936:3142) auch als schwedisch „Lillbergsbodarna“ bezeichnet, Beschreibung ergänzen | Weitere Bilder |
| 10245501430001 | (Karte) | Borgsjö 143:1         | Borgsjö 143:1 (Alm / L1936:2907) auch als schwedisch „Sönnerås Fäbodar“ bezeichnet, Beschreibung ergänzen | Weitere Bilder |
| 10245501530001 | (Karte) | Borgsjö 153:1         | Borgsjö 153:1 (Alm / L1936:2908) auch als schwedisch „Ensillrebodarna“ bezeichnet, Beschreibung ergänzen | Weitere Bilder |
| 10245501590001 | (Karte) | Borgsjö 159:1         | Borgsjö 159:1 (Alm / L1936:3004) auch als schwedisch „Torringsbodarna“ bezeichnet, Beschreibung ergänzen | Weitere Bilder |
| 10245501590002 | (Karte) | Borgsjö 159:2         | Borgsjö 159:2 (Alm / L1936:2454) auch als schwedisch „Torringsbodarna“ bezeichnet, Beschreibung ergänzen | Weitere Bilder |
| 10245501620001 | (Karte) | Borgsjö 162:1         | Borgsjö 162:1 (Alm / L1936:2386) auch als schwedisch „Boltjärnsbodarna“ bezeichnet, Beschreibung ergänzen | Weitere Bilder |
| 10245501640001 | (Karte) | Borgsjö 164:1         | Borgsjö 164:1 (Alm / L1936:2331) auch als schwedisch „Balboda“ bezeichnet, Beschreibung ergänzen | Weitere Bilder |
| 10245501650001 | (Karte) | Borgsjö 165:1         | Borgsjö 165:1 (Wohnsiedlung / L1936:2988) auch als schwedisch „Gammelgården“ bezeichnet, Beschreibung ergänzen | Weitere Bilder |
| 10245501940001 | (Karte) | Borgsjö 194:1         | Borgsjö 194:1 (Alm / L1936:2703) auch als schwedisch „Nybyggebodarna“ bezeichnet, Beschreibung ergänzen | Weitere Bilder |
| 10245502100001 | (Karte) | Borgsjö 210:1         | Borgsjö 210:1 (Alm / L1936:3088) auch als schwedisch „Raskbodarna“ bezeichnet, Beschreibung ergänzen | Weitere Bilder |
| 10245502130001 | (Karte) | Borgsjö 213:1         | Borgsjö 213:1 (Alm / L1936:2457) auch als schwedisch „Gammelbodarna“ bezeichnet, Beschreibung ergänzen | Weitere Bilder |
| 10245502160001 | (Karte) | Borgsjö 216:1         | Borgsjö 216:1 (Alm / L1936:3065) auch als schwedisch „Kläppbodarna“ bezeichnet, Beschreibung ergänzen | Weitere Bilder |
| 10245502190001 | (Karte) | Borgsjö 219:1         | Borgsjö 219:1 (Alm / L1936:3011) auch als schwedisch „Gammelbodarna“ bezeichnet, Beschreibung ergänzen | Weitere Bilder |
| 10245502240001 | (Karte) | Borgsjö 224:1         | Borgsjö 224:1 (Alm / L1936:2412) auch als schwedisch „Gammelbodarna“ bezeichnet, Beschreibung ergänzen | Weitere Bilder |
| 10245502370001 | (Karte) | Borgsjö 237:1         | Borgsjö 237:1 (Alm / L1936:2542) auch als schwedisch „Kullen“ bezeichnet, Beschreibung ergänzen | Weitere Bilder |
| 10245502450001 | (Karte) | Borgsjö 245:1         | Borgsjö 245:1 (Alm / L1936:3220) Überreste einer ehemaligen Bergalm (auch als schwedisch „Starrmyrbodarna“ bezeichnet) im Hügelland zwischen den Seen „Övertjärnen“ und „Torringen“ befindet sich etwa 15 km nordöstlich Ånge und etwa 2 km südöstlich des Naturschutzgebiet „Jämtgaveln“ am Bachlauf des Björnbäcken. Das etwa 230 x 140 m großes Gebiet besteht aus Resten 5 ehemaliger Grundstücke tw. mit noch vorhandenen Steinsetzungen versehen und einer gut erhaltenen ca. 25 m langen und etwa 1 m hohen Steinmauer. | Weitere Bilder |
| 10245502460001 | (Karte) | Borgsjö 246:1         | Borgsjö 246:1 (Alm / L1936:2540) auch als schwedisch „Nybodarna“ bezeichnet, Beschreibung ergänzen | Weitere Bilder |